# Australoechus naibensis
Australoechus naibensis är en tvåvingeart som först beskrevs av Hesse 1961.  Australoechus naibensis ingår i släktet Australoechus och familjen svävflugor. Inga underarter finns listade i Catalogue of Life.